# Argentina Range
L'Argentina Range è una catena montuosa antartica, lunga 68 km, costituita da picchi e scogliere rocciose, situata 56 km a est della parte settentrionale del Forrestal Range, nella porzione nordorientale dei Monti Pensacola in Antartide. 
La catena montuosa fu scoperta e fotografata il 13 gennaio 1956 nel corso di un volo transcontinentale nonstop dai membri dell'Operazione Deep Freeze I  della U.S. Navy in volo dal Canale McMurdo al Mar di Weddel e ritorno. L'intera catena è stata mappata dettagliatamente nel 1967-68 dall'United States Geological Survey (USGS) sulla base di rilevazioni e foto aeree scattate dalla U.S. Navy nel periodo 1956-67 utilizzando anche le tecniche di aerofotogrammetria con l'uso di tre fotocamere aviotrasportate.
La denominazione è stata assegnata dall'Advisory Committee on Antarctic Names (US-ACAN) in onore dell'Argentina, che a partire dal 1955 aveva mantenuto per molti anni una stazione scientifica sulla Piattaforma di ghiaccio Filchner-Ronne, localizzata alla Base Belgrano I o alla Ellsworth Station.

## Elementi di interesse geografico
Gli elementi di interesse geografico comprendono:

### Schneider Hills
- Lisignoli Bluff
- Pujato Bluff
- Ruthven Bluff
- Sosa Bluff

### Panzarini Hills
- Arcondo Nunatak
- Areta Rock
- Giró Nunatak
- Mount Ferrara
- Mount Spann
- Suarez Nunatak
- Vaca Nunatak

### Altri elementi di interesse geografico
- Blackwall Ice Stream
- Recovery Glacier
- San Martín Glacier
- Support Force Glacier
- Whichaway Nunataks